# Drosophila larifuga
Drosophila larifuga är en tvåvingeart som beskrevs av Elmo Hardy 1965. Drosophila larifuga ingår i släktet Drosophila och familjen daggflugor.
Artens utbredningsområde är Hawaii.